# キム・ウンスク
キム・ウンスク（김은숙、金銀淑、1973年 - ）は、大韓民国の脚本家である。江原道江陵市出身。

## 人物
ソウル芸術大学文芸創作科卒業（1997年入学）。 2003年のデビュー以来、SBSで主にロマンチックコメディを扱い、大ヒットドラマ「パリの恋人」、「シークレット・ガーデン」などを生み出したことからスター作家と呼ばれている。 2015年からはSBSを離れ、KBS2「太陽の末裔」に続き、tvN「トッケビ〜君がくれた愛しい日々〜」を相次いで発表をしどれも高い視聴率を叩き出し、ヒット作メーカー作家の地位を確固たるものにした。
2020年には「ザ・キング：永遠の君主」でイ・ミンホと「相続者たち」、キム・ゴウンとは「トッケビ～君がくれた愛しい日々～」以来の再タッグをした。
また2022年にNetflixで配信されている「ザ・グローリー ～輝かしき復讐～」で2016年大ヒットドラマ「太陽の末裔」以来6年ぶりにソン・ヘギョと再タッグを果たした。

## 作品

### ドラマ
| 年度      | 題目                             | 主演俳優                      | 放送社  | 演出                                             | 参考  |
| --------- | -------------------------------- | ----------------------------- | ------- | ------------------------------------------------ | ----- |
| 2003      | 太陽の南側                       |                               | SBS     | キム・スリョン                                   |       |
| 2004      | パリの恋人                       |                               | SBS     | 신우철 손정현                                    |       |
| 2005      | プラハの恋人                     |                               | SBS     | 신우철 김형식                                    |       |
| 2006-2007 | 恋人                             |                               | SBS     | 신우철                                           |       |
| 2008      | オンエアー                       |                               | SBS     | 신우진혁                                         |       |
| 2009      | シティーホール                   | チャ・スンウォン,キム・ソナ   | SBS     | シン・ウチョル                                   |       |
| 2010-2011 | シークレット・ガーデン           | ヒョンビン,ハ・ジウォン       | SBS     | シン・ウチョル,クォン・ヒョクチャン              |       |
| 2012      | 紳士の品格                       | チャン・ドンゴン,キム・ハヌル | SBS     | シン・ウチョル,クォン・ヒョクチャン              |       |
| 2013      | 相続者たち                       | イ・ミンホ,パク・シネ         | SBS     | カン・シンヒョ,ブ・ソンチョル                    | [ 1 ] |
| 2016      | 太陽の末裔                       | ソン・ジュンギ,ソン・ヘギョ   | KBS2    | イ・ウンボク,ペク・サンフン                      | [ 2 ] |
| 2016-2017 | トッケビ〜君がくれた愛しい日々〜 | コン・ユ,キム・ゴウン         | tvN     | イ・ウンボク,クォン・ヒョンチャン,ユン・ジュンホ | [ 3 ] |
| 2018      | ミスター・サンシャイン           | イ・ビョンホン,キム・テリ     | tvN     | イ・ウンボク                                     | [ 4 ] |
| 2020      | ザ・キング：永遠の君主           | イ・ミンホ,キム・ゴウン       | SBS     | ペク・サンフン チョン・ジヒョン                  | [ 5 ] |
| 2022      | ザ・グローリー 〜輝かしき復讐〜  | ソン・ヘギョ,イ・ドヒョン     | Netflix | アン・ギルホ                                     | [ 6 ] |

### 映画
| 年度 | 題目               | 監督   |
| ---- | ------------------ | ------ |
| 2006 | 사랑하니까, 괜찮아 | 곽지균 |